# Mont Tohiea
Der Mont Tohiea (bisweilen auch Mont Tohivea) ist mit 1207 m über dem Meer die höchste Erhebung der Insel Moorea im Archipel der Gesellschaftsinseln in Französisch-Polynesien. Er bildet die Südspitze des Kraterwalls des einstigen Vulkans, der die Insel formte. Der Mont Tohiea besteht überwiegend aus Basalt, wie nahezu alle Berge der Gesellschaftsinseln.